# Коломенский, Николай Петрович
Никола́й Петро́вич Коло́менский (1874—1928) — русский военачальник, генерал-майор.

## Биография
Родился 7 марта 1874 года в православной семье военного — подполковника.
Окончил Комиссаровское техническое училище (1893) и Московское пехотное юнкерское училище (1895).
В военную службу вступил 12 ноября 1893 года. Служил в 5-м гренадерском Киевском полку. Подпоручик (ст. 12.08.1896). Поручик (ст. 12.08.1899).
Затем окончил Николаевскую академию генерального штаба (1902; по 1-му разряду). Штабс-капитан (ст. 28.05.1902). Цензовое командование ротой отбывал в 5-м гренадерском Киевском полку с 14.10.1902 по 20.02.1904. Позже отбывал лагерный сбор в Московском военном округе.
Участник русско-японской войны 1904—1905. Помощник старшего адъютанта штаба Приамурского военного округа в период с 3 февраля по 31 декабря 1904 года. Капитан (ст. 28.03.1904). Обер-офицер для поручений при управлении генерал-квартирмейстера 1-й Манчжурской армии (31.12.1904-18.06.1905). Помощник старшего адъютанта управления генерал-квартирмейстера этой же армии (18.06.1905-30.03.1906). Старший адъютант штаба 35-й пехотной дивизии (30.03.1906-02.06.1907). Старший адъютант штаба Кавказской кавалерийской дивизии (02.07.1907-11.06.1908). Штаб-офицер для поручений при штабе 2-го Кавказского армейского корпуса (11.06.1908-02.06.1911). Подполковник (ст. 06.12.1908). Штаб-офицер для поручений при штабе 24-го армейского корпуса (02.06.1911-26.11.1912). Полковник (ст. 06.12.1911). Был прикомандирован к артиллерии с 15 мая по 12 июля 1912 года. Затем, с 26 ноября 1912 года был прикомандирован к Елисаветградскому кавалерийскому училищу для преподавания военных наук.
Участник Первой мировой войны. Исполняющий должность начальника штаба 47-й пехотной дивизии (на 12.1914). Командир 172-го пехотного Лидского полка (с 06.08.1915; на 09.1916 в этой же должности). Начальник штаба 1-й Финляндской стрелковой дивизии (с 10.11.1916). Генерал-майор (ст. 23.06.1916). Командующий 155-й пехотной дивизией (30.04.-18.11.1917).
После Октябрьской революции — командующий 1-й Чехословацкой стрелковой Гуситской дивизии Чехословацкого корпуса (с 18.11.1917). Руководил движением эшелонов дивизии с Украины во Владивосток и следовал со штабом дивизии до Уфы. После выступления корпуса против советской власти отказался примкнуть к нему и 29 мая 1918 года был отстранен от командования дивизией, покинув корпус. Служил в Добровольческой армии и ВСЮР. Был комендантом крепости Керчь с 19.11.1918 по 21.03.1919. Эмигрировал из России.
В эмиграции находился во Франции. Умер в больнице в парижском предместье Вильжюиф 30 декабря 1928 года. Похоронен на кладбище Сент-Женевьев-де-Буа.

## Награды
- Награждён орденом Св. Георгия 4-й степени (5 мая 1917) и Георгиевским оружием (11 сентября 1916).
- Также награждён орденами ордена Св. Анны 4-й степени (1906); Св. Станислава 3-й степени (1906); Св. Анны 3-й степени с мечами и бантом (1907); Св. Станислава 2-й степени с мечами (1907); Св. Анны 2-й степени (06.12.1910); Св. Владимира 4-й степени с мечами и бантом (ВП 12.1914); мечи к ордену Св. Анны 2-й степени (ВП 12.1914); Св. Владимира 3-й степени с мечами (ВП 28.02.1915).